# Platanthera lacera
Platanthéra lacéra — вид однодольных цветковых растений, входящий в род Любка (Platanthera) семейства Орхидные (Orchidaceae).
Распространена на востоке Северной Америки.

## Ботаническое описание
Многолетнее травянистое растение, обычно 25—75 см, иногда достигающее 80 см в высоту. Стебель полый, зелёный, немного ребристый. Листья в числе 1—4, до 23 см длиной и 1,5—5 см шириной, линейно-ланцетной до продолговато-обратнояйцевидной формы, верхние редуцированы до заострённых узколанцетовидных прицветников 1—4 см длиной.
Соцветие — густой или разреженный колос 3—25 см длиной. Цветки бледно-желтовато-зеленоватые, сравнительно неприметные, ароматные. Боковые чашелистики отогнутые. Лепестки линейной до узко-лопатковидной формы, с цельным или неглубоко бахромчатым концом. Губа глубоко трёхраздельная, доли глубоко изрезаны на многочисленные нитевидные сегменты, шпорец булавовидный.
Диплоидный набор хромосом — 2n = 42.

## Таксономия и систематика
Впервые вид был описан в книге Flora boreali-americana французского ботаника и путешественника Андре Мишо, опубликованной в марте 1803 года. В род Любка переведён Джорджем Доном в 1839 году. Тип собран «в Каролине».
Видовой эпитет lacera означает «изорванная», что относится ко глубоко неправильно изрезанной губе цветков.

### Синонимы
- Blephariglottis lacera (Michx.) Rydb., 1901
- Blephariglottis lacera f. elongata (Peck) House, 1923
- Fimbriella lacera (Michx.) Butzin, 1981
- Habenaria lacera (Michx.) R.Br., 1810
- Habenaria lacera var. elongata Peck, 1893
- Orchis lacera Michx., 1803basionym

## Распространение
Platanthera lacera широко распространена в восточной половине Северной Америки. Северо-западная граница ареала — Манитоба и Миннесота, юго-западная — Канзас, Оклахома и Техас. В южных штатах вид редок.
Произрастает на сфагновых болотах, в заболоченных лесах, по обочинам дорог, на высоте до 1200 м над уровнем моря.

## Культивирование
В Великобританию растение впервые интродуцировано в 1832 году фирмой «Конрада Лоддиджза и сыновей». Ко влаге нетребовательно, выносит длительные засухи.